# Japán Formula Regionális-bajnokság
A Japán Formula Regionális-bajnokság egy Formula–3-as versenysorozat, amelynek első idénye 2020-ban volt. 2019. december 26-án jelentette be a Japán Automobil Szövetség, hogy a K2 Planet, a Super Taikyu Series promótere, a 2020-as szezontól kezdődően megszervezi a bajnokságot. A bajnokság legjobb kilenc helyezettje Nemzetközi Automobil Szövetségtől (FIA) szuperlicensz-pontokat kap.

## Autó
A mezőny az egyedi gyártású DOME F111/3-as autókat használja. Az autókat az Autotecnica 270 lóerős turbómotorja hajtja.
Az autók felépítése
- Motor: Soros, 4 hengeres 1750cc intercooleres, turbófeltöltős, 270 lóerős
- Sebességváltó: 6 sebességes kormány mögötti váltófülek + mechanikus LSD
- Súly: 670 kg (minimális súly sofőr és pótsúlyokkal együtt)
- Hossz: 4900mm
- Szélesség:  1850mm
- Tengelytáv : 2950mm
- Kormányzás: Fogaskerekes

## Bajnokok

### Versenyzők
| Szezon | Versenyző        | Csapat                      | Pole-pozíció | Győzelem | Dobogós helyezés | Leggyorsabb kör | Pont  |
| ------ | ---------------- | --------------------------- | ------------ | -------- | ---------------- | --------------- | ----- |
| 2020   | Szakagucsi Szena | Sutekina Racing Team        | 9            | 11       | 11               | 8               | 275   |
| 2021   | Furutani Juga    | TOM'S Youth                 | 3            | 4        | 10               | 7               | 240   |
| 2022   | Kojama Miki      | Super License               | 5            | 7        | 17               | 8               | 349   |
| 2023   | Ogava Szota      | Bionic Jack Racing          | 11           | 4        | 12               | 5               | 243.5 |
| 2024   | Michael Sauter   | Birth Racing Project【BRP】 | 5            | 6        | 9                | 8               | 209   |

### Konstruktőrök
| Szezon | Csapat                      | Pole-pozíció | Győzelem | Dobogós helyezés | Leggyorsabb kör | Pont  |    |
| ------ | --------------------------- | ------------ | -------- | ---------------- | --------------- | ----- | -- |
| 2020   | Sutekina Racing Team        | 9            | 11       | 19               | 8               | 275   | 38 |
| 2021   | TOM'S Youth                 | 3            | 4        | 10               | 7               | 245   |    |
| 2022   | Super License               | 5            | 7        | 18               | 8               | 349   |    |
| 2023   | Sutekina Racing Team        | 1            | 8        | 24               | 6               | 309.5 |    |
| 2024   | Birth Racing Project【BRP】 | 7            | 6        | 17               | 9               | 254   |    |